# アホイ・ロッテルダム
アホイ・ロッテルダム（Ahoy Rotterdam）はオランダのロッテルダムに位置する屋内競技場。

## 概要
ロッテルダム・アホイは1970年に建設。ATPツアーのABNアムロ・オープン、ヨーロッパ室内陸上競技選手権大会などのスポーツ大会、ノースシー・ジャズフェスティバル、MTV EMA、ナイト・オブ・ザ・プロムスなどの音楽イベント開催地の実績がある。

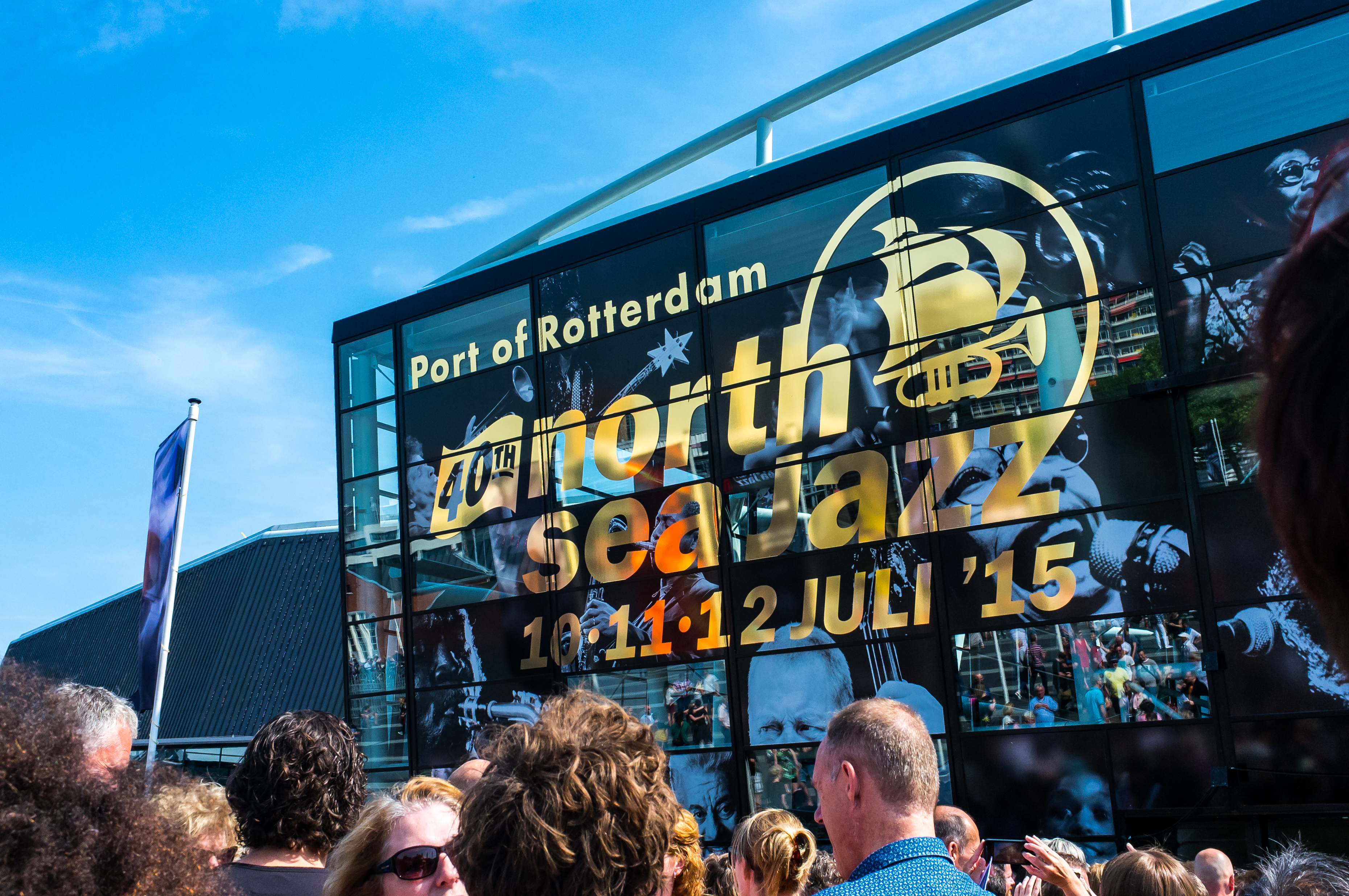
ノースシージャズフェスティバル 2015

ホイットニー・ヒューストン、ビヨンセ、レッド・ツェッペリン、ダイアナ・ロス、マライア・キャリー、セリーヌ・ディオン、ジャネット・ジャクソン、デスティニーズ・チャイルド、ブルース・スプリングスティーン、クイーン+ポール・ロジャース、ブリトニー・スピアーズ、P!NKなどビッグ・アーティストらがライブを行った。
2009年には世界柔道選手権大会が開催された。2021年にはオランダで41年ぶりの開催となるユーロビジョン・ソング・コンテストの会場として使用された。当初は2020年の予定だったが、新型コロナウイルス感染症の大流行で大会が中止となり、当施設が野戦病院として使用された。